# Vliněves
Vliněves (dříve také Vlňoves, Vlněves či Vlíněves, německy Weisskirchen) je vesnice, část obce Dolní Beřkovice v okrese Mělník ve Středočeském kraji. Nachází se asi dva kilometry jižně od Dolních Beřkovic. Je zde evidováno 122 adres. Trvale zde žije 293 obyvatel.
Vliněves je také název katastrálního území o rozloze 5,62 km².

## Historie
Katastr obce představuje významnou pravěkou archeologickou lokalitu časného eneolitu, kdy zde bylo ohrazené sídliště a pohřebiště s kostrovými hroby.
První písemná zmínka o vesnici pochází z roku 1350, kdy ji drželi vladykové Mauřík, Vaněk a Zdich. Ti nebo jejich pokračovatelé dali postavit tvrz, připomínanou ještě v roce 1543 a zaniklou pravděpodobně v období třicetileté války. Po bělohorské bitvě zkonfiskovaný majetek zakoupila Polyxena z Lobkovic a opět připojila k panství Dolní Beřkovice.

## Obyvatelstvo
| Rok            | 1869 | 1880 | 1890 | 1900 | 1910 | 1921 | 1930 | 1950 | 1961 | 1970 | 1980 | 1991 | 2001 | 2011 | 2021 |
| -------------- | ---- | ---- | ---- | ---- | ---- | ---- | ---- | ---- | ---- | ---- | ---- | ---- | ---- | ---- | ---- |
| Počet obyvatel | 487  | 505  | 588  | 615  | 538  | 564  | 513  | 356  | 360  | 349  | 317  | 266  | 293  | 333  | 351  |
| Počet domů     | 64   | 68   | 69   | 79   | 76   | 87   | 108  | 110  | 110  | 102  | 92   | 108  | 111  | 107  | 119  |

## Obecní správa
Při sčítání lidu v letech 1850–1960 Vliněves byla samostatnou obcí v okrese Mělník. Od 1. července 1960 je částí obce Dolní Beřkovice v okrese Mělník.

## Pamětihodnosti
- Kostel Stětí svatého Jana Křtitele, novogotická stavba na místě raně středověkého kostela téhož zasvěcení, z něhož pochází třídílná pozdně gotická oltářní archa s malbou českých patronů z doby kolem roku 1520, přenesená po roce 1620 do zámecké kaple a galerie v Roudnici.[11]
- Hřbitov s kaplí svatého Josefa

## Fotogalerie

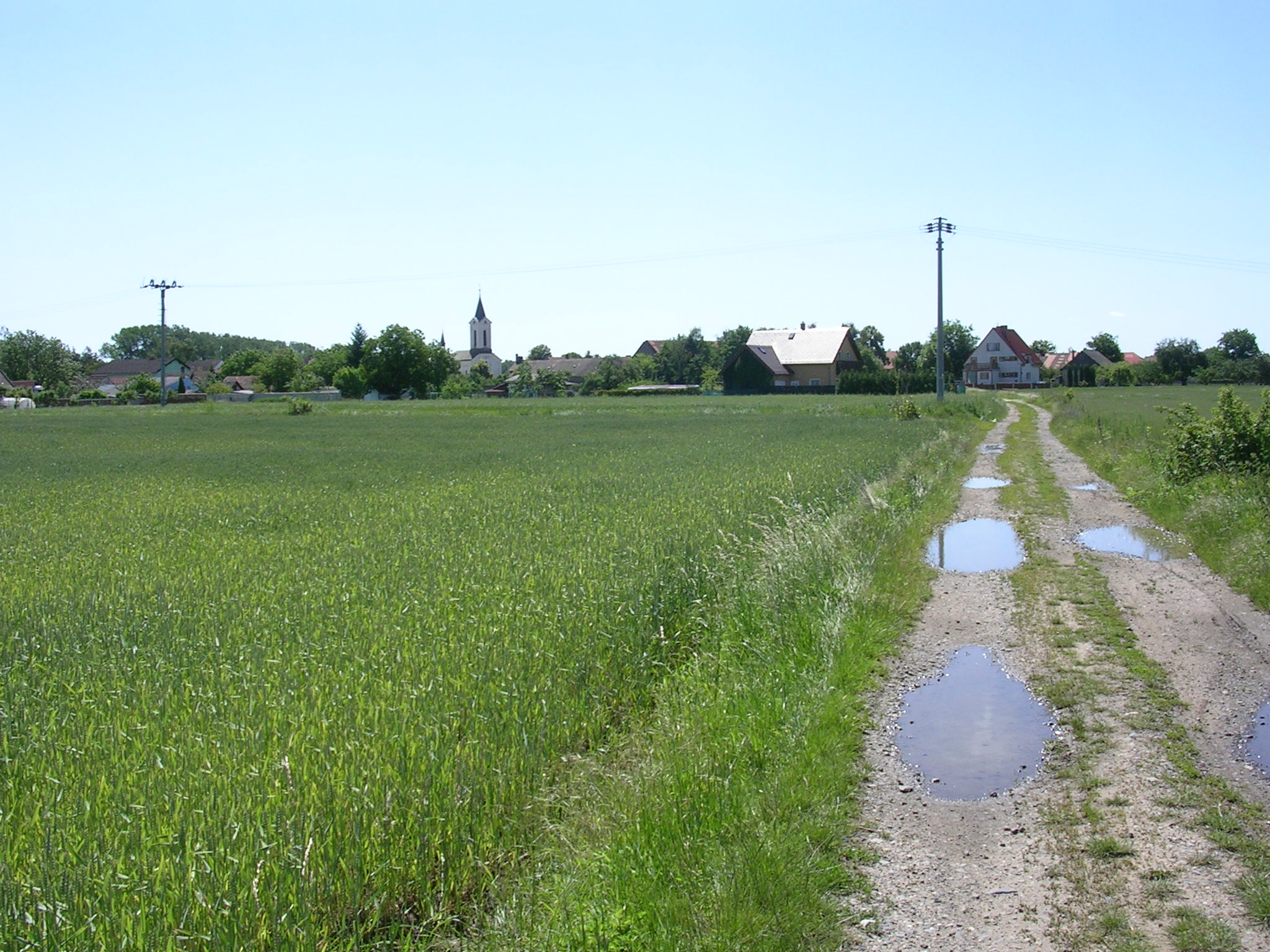
celkový pohled od severozápadu
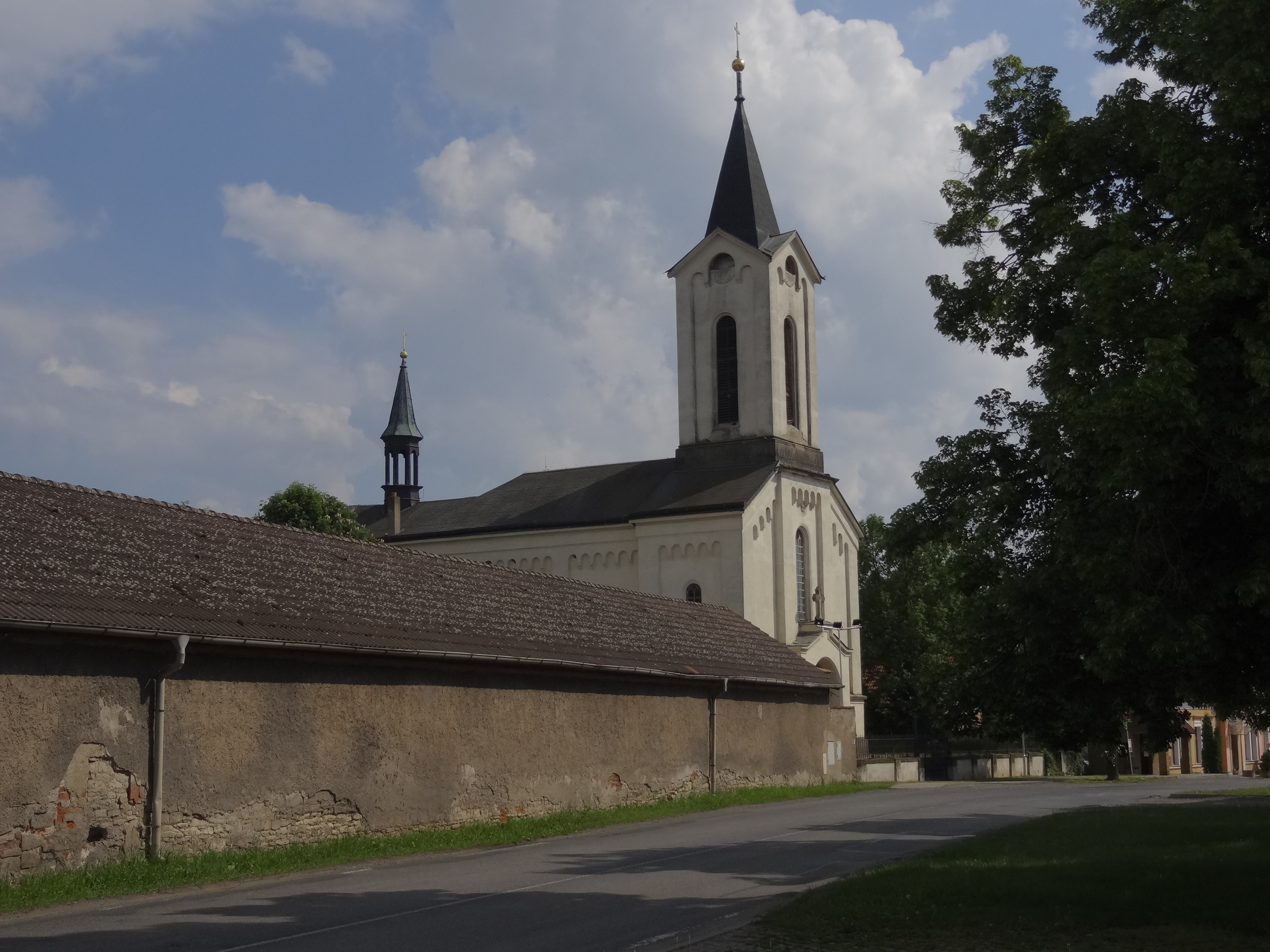
kostel Stětí svatého Jana Křtitele
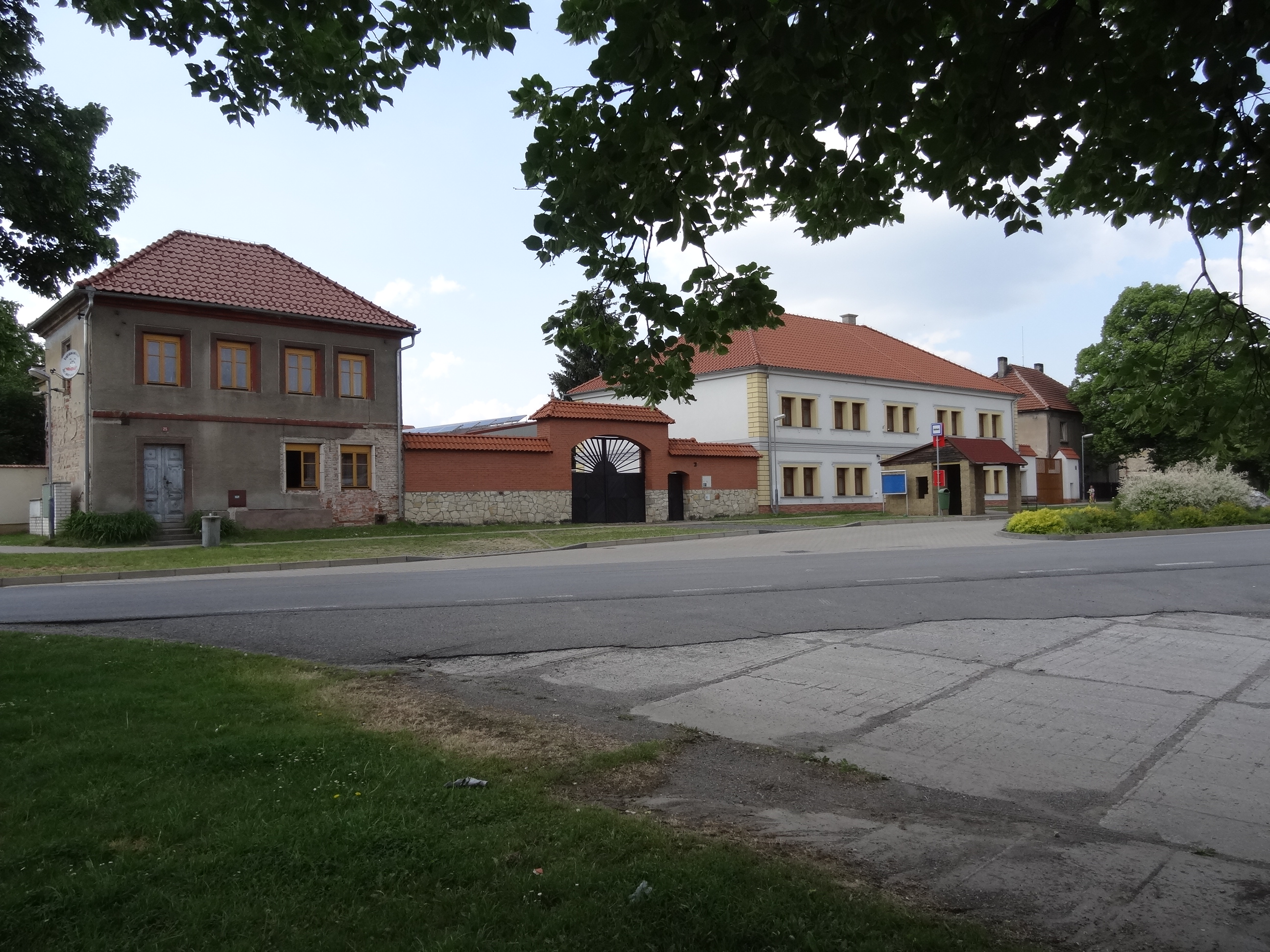
západní strana návsi
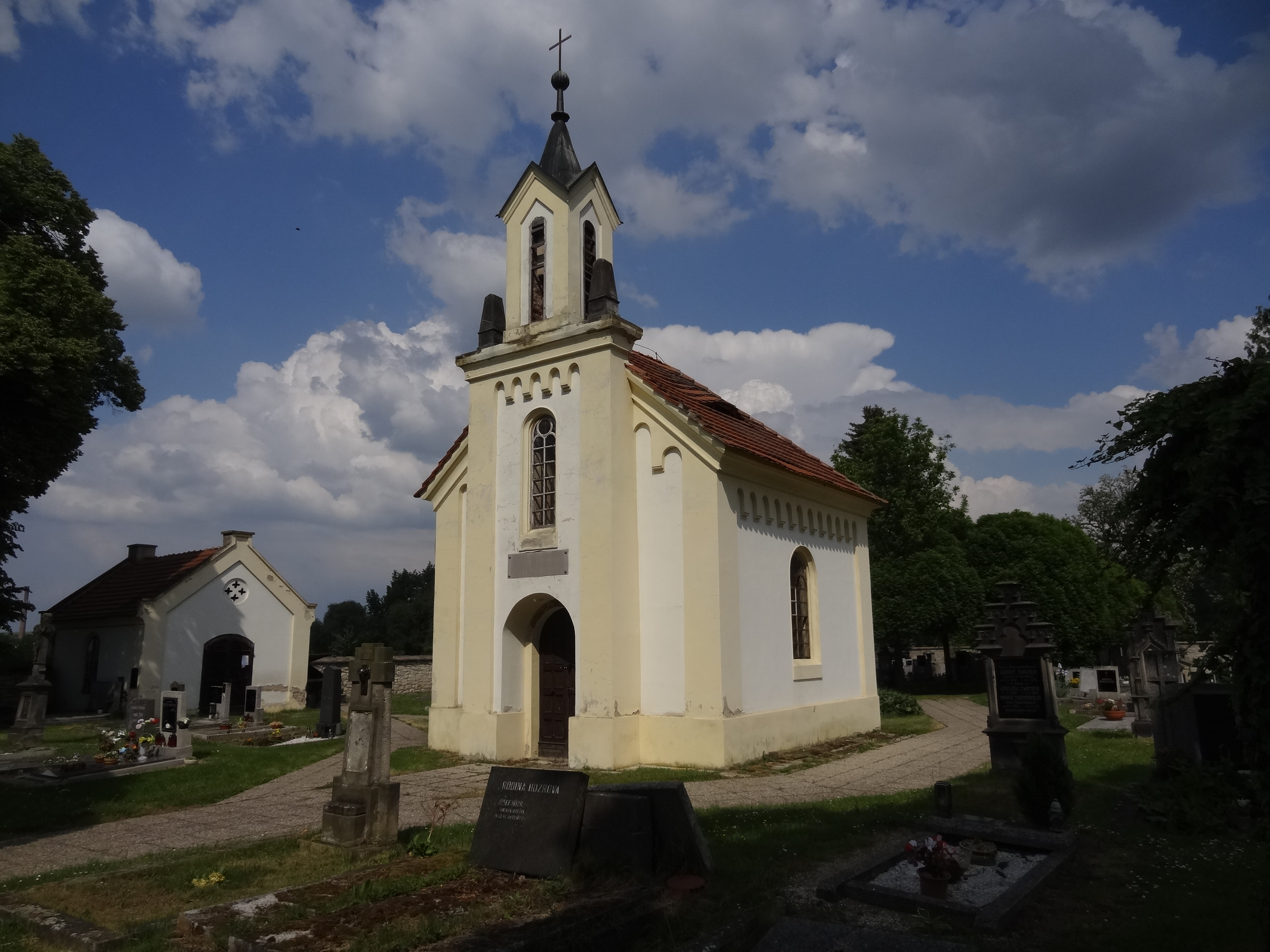
kaple svatého Josefa na hřbitově
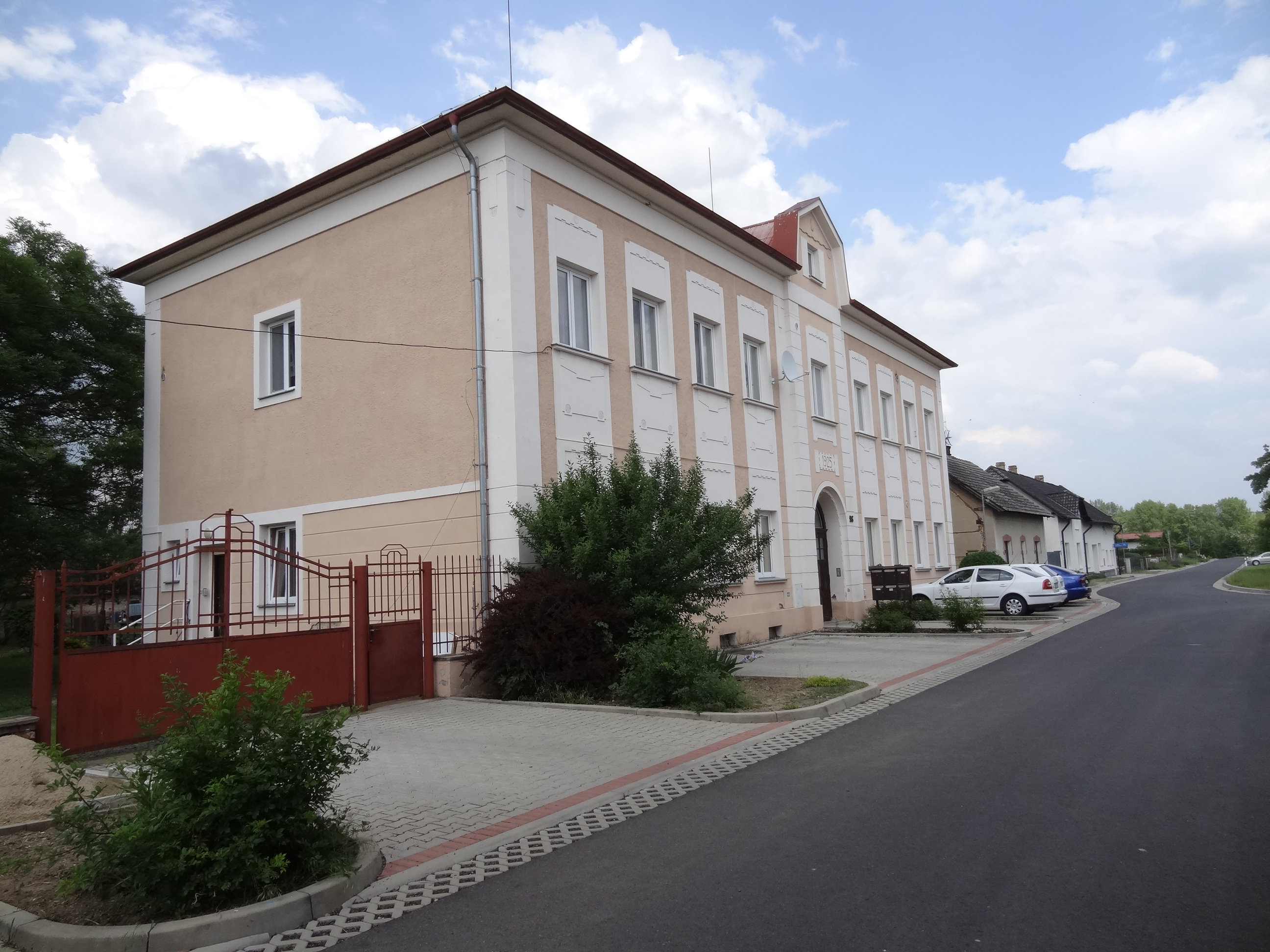
škola